# Ісіномакі
38°25′41″ пн. ш. 141°18′22″ сх. д. / 38.42806° пн. ш. 141.30611° сх. д.
Ісінома́кі (яп. 石巻市, いしのまきし, МФА: [iɕinomakʲi̥ ɕi]) — місто в Японії, в префектурі Міяґі.

## Короткі відомості
Розташоване в центрально-східній частині префектури, на берегах затоки Ісіномакі, в гирлі річки Кітакамі. Виникло на базі середньовічного призамкового містечка. В 17 — 19 століття розвинулося як порт, спеціалізований на вивозі рису. Основою економіки є рибальство, переробка морепродуктів, целюлозно-паперова промисловість. 2005 року поглинуло 6 сусідніх містечок. Станом на 1 жовтня 2008 площа міста становила 555,78 км². Станом на 1 січня 2009 населення міста становило 162 481 осіб.

## Клімат
Місто знаходиться у зоні, котра характеризується вологим субтропічним кліматом. Найтепліший місяць — серпень із середньою температурою 23.9 °C (75 °F). Найхолодніший місяць — січень, із середньою температурою 0.6 °С (33 °F).
| Клімат Ісіномакі        | Клімат Ісіномакі | Клімат Ісіномакі | Клімат Ісіномакі | Клімат Ісіномакі | Клімат Ісіномакі | Клімат Ісіномакі | Клімат Ісіномакі | Клімат Ісіномакі | Клімат Ісіномакі | Клімат Ісіномакі | Клімат Ісіномакі | Клімат Ісіномакі | Клімат Ісіномакі |
| Показник                | Січ.             | Лют.             | Бер.             | Квіт.            | Трав.            | Черв.            | Лип.             | Серп.            | Вер.             | Жовт.            | Лист.            | Груд.            | Рік              |
| Абсолютний максимум, °C | 13               | 15               | 18               | 26               | 29               | 31               | 33               | 33               | 31               | 27               | 23               | 21               | 33               |
| Середній максимум, °C   | 3                | 3                | 7                | 12               | 17               | 20               | 23               | 26               | 22               | 17               | 11               | 6                | 14               |
| Середня температура, °C | 0                | 1                | 3                | 9                | 14               | 18               | 21               | 23               | 20               | 14               | 8                | 3                | 11               |
| Середній мінімум, °C    | −2               | −1               | 0                | 6                | 11               | 16               | 19               | 21               | 17               | 10               | 5                | 1                | 8                |
| Абсолютний мінімум, °C  | −10              | −11              | −6               | −2               | 1                | 8                | 10               | 13               | 7                | 1                | −2               | −8               | −11              |
| Норма опадів, мм        | 30               | 40               | 70               | 80               | 100              | 130              | 130              | 90               | 140              | 120              | 50               | 50               | 1100             |
| ----------------------- | ---------------- | ---------------- | ---------------- | ---------------- | ---------------- | ---------------- | ---------------- | ---------------- | ---------------- | ---------------- | ---------------- | ---------------- | ---------------- |
| Джерело: Weatherbase    |                  |                  |                  |                  |                  |                  |                  |                  |                  |                  |                  |                  |                  |

## Міста-побратими
- Хітаті-Нака, Японія
- Кахоку, Японія
- Чивітавекк'я, Італія
- Веньчжоу, КНР
- Everett, США